# Неделя письма
Неделя письма, или Международная неделя письма (англ. International Letter Writing Week), — праздничные мероприятия, посвящённые почте и её работникам, проводимые ежегодно в течение недели, на которую выпадает 9 октября.

## История и распространение
Решение о ежегодном проведении Недели письма в неделю, на которую приходится 9 октября — день учреждения Всемирного почтового союза (ВПС), было принято в Оттаве (Канада) XIV Всемирным почтовым конгрессом в 1957 году. В 1969 году на XVI конгрессе ВПС в Токио (Япония) был установлен дополнительный ежегодный международный праздник — Всемирный день почты, который отмечается 9 октября.
Начиная с 1957 года в различных странах проводятся соответствующие мероприятия, посвящённые Международной неделе письма и нередко предусматривающие издание почтовых марок. В числе многих выпусков самых разных стран можно, например, назвать две марки Того номиналом в 40 и 80 франков, которые выходили 9 октября 1975 года по случаю празднования Международной недели письма.

Примеры филателистических материалов в ознаменование Международной недели письма
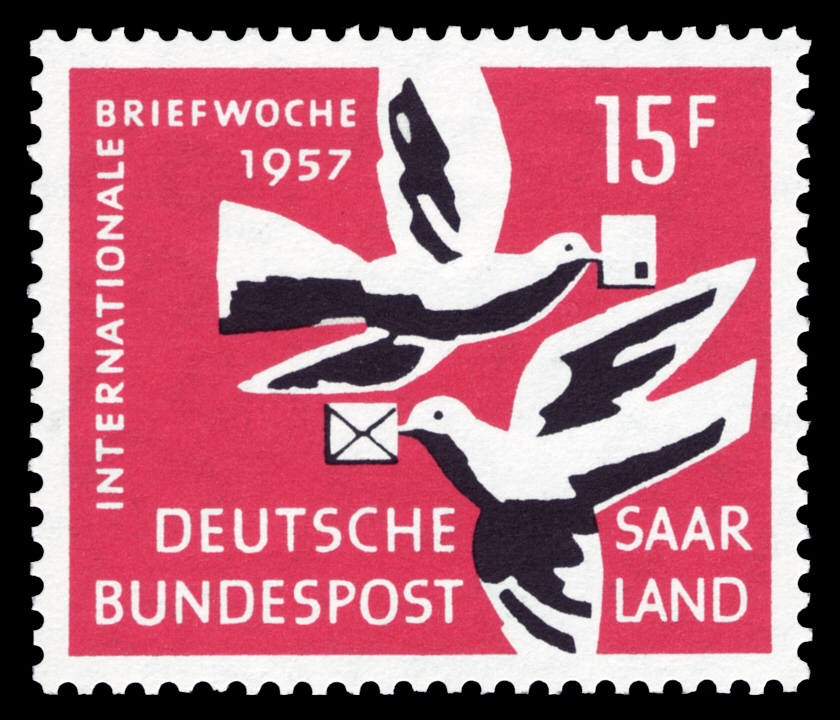
Марка Саара, 1957
 (Mi #408; Sc #288)
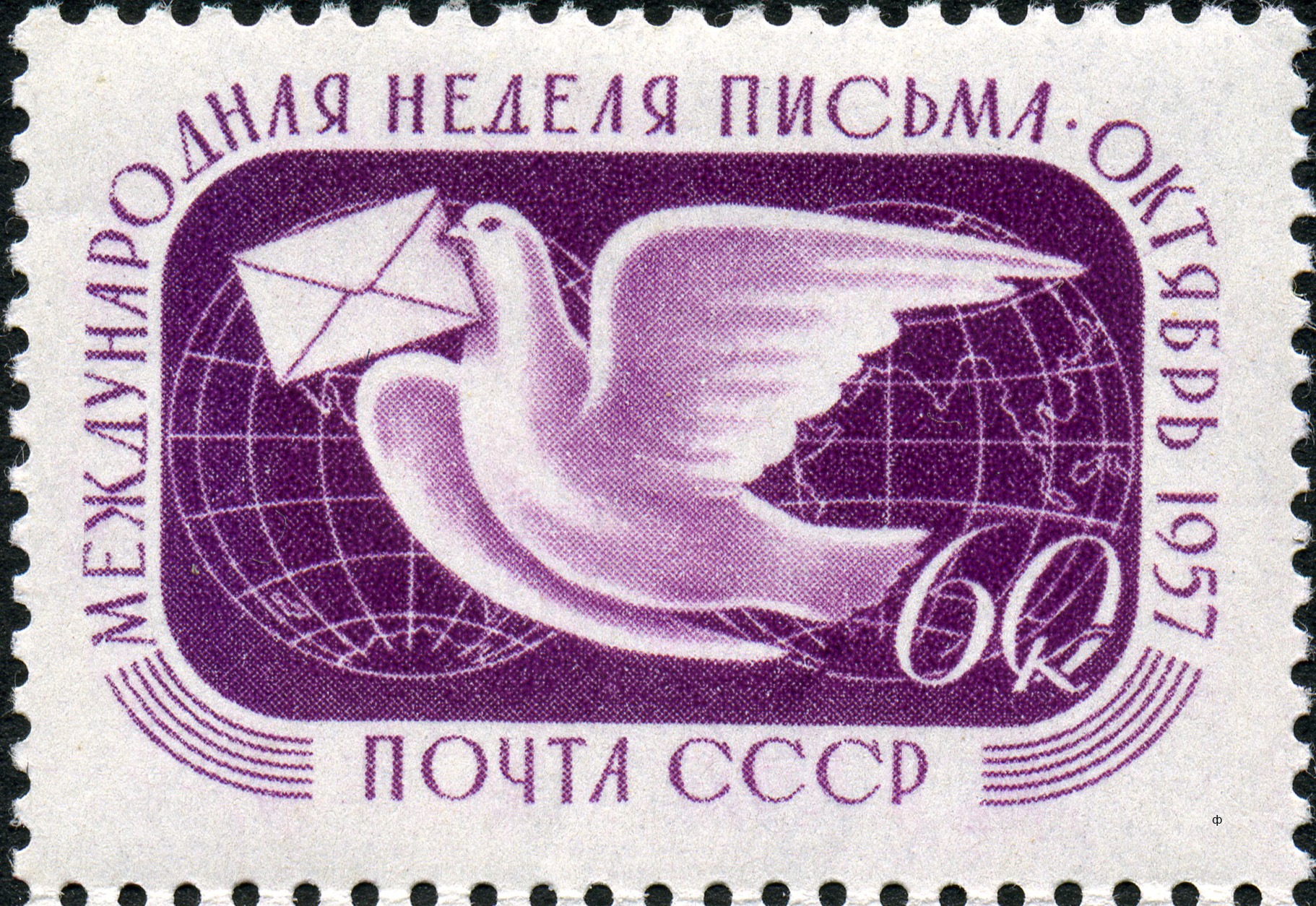
Почтовая марка СССР, 1957 год
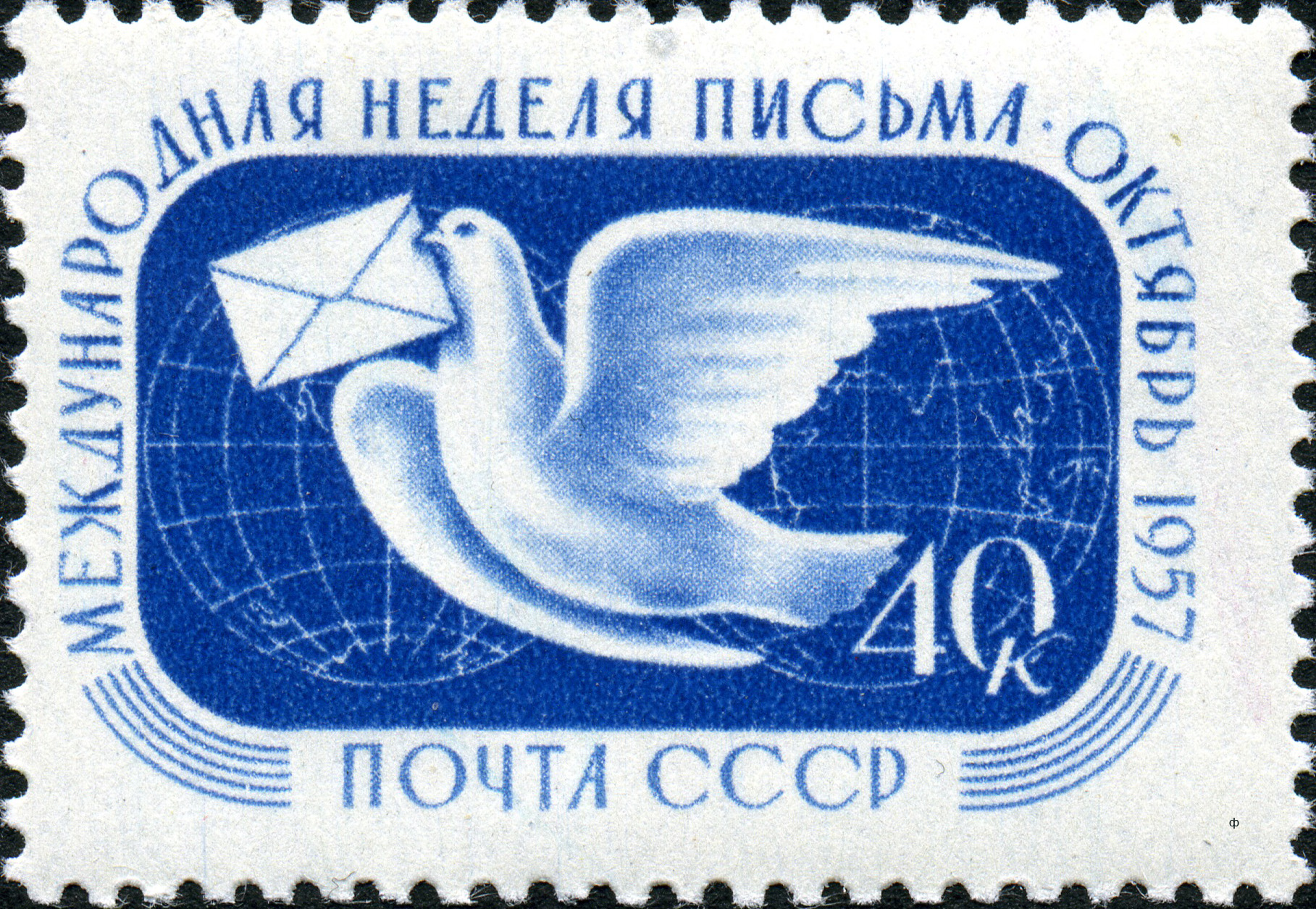
Почтовая марка СССР, 1957 год
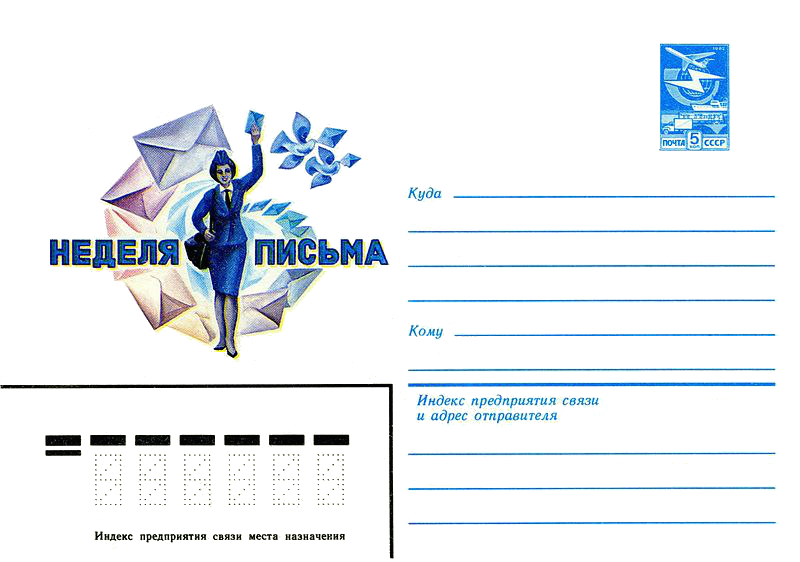
Художественный маркированный конверт СССР (1984)
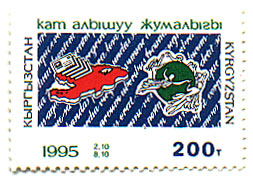
Марка Киргизии, 1995 (Sc #67)
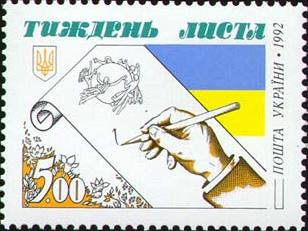
Марка Украины, 1992
 (Mi #89)
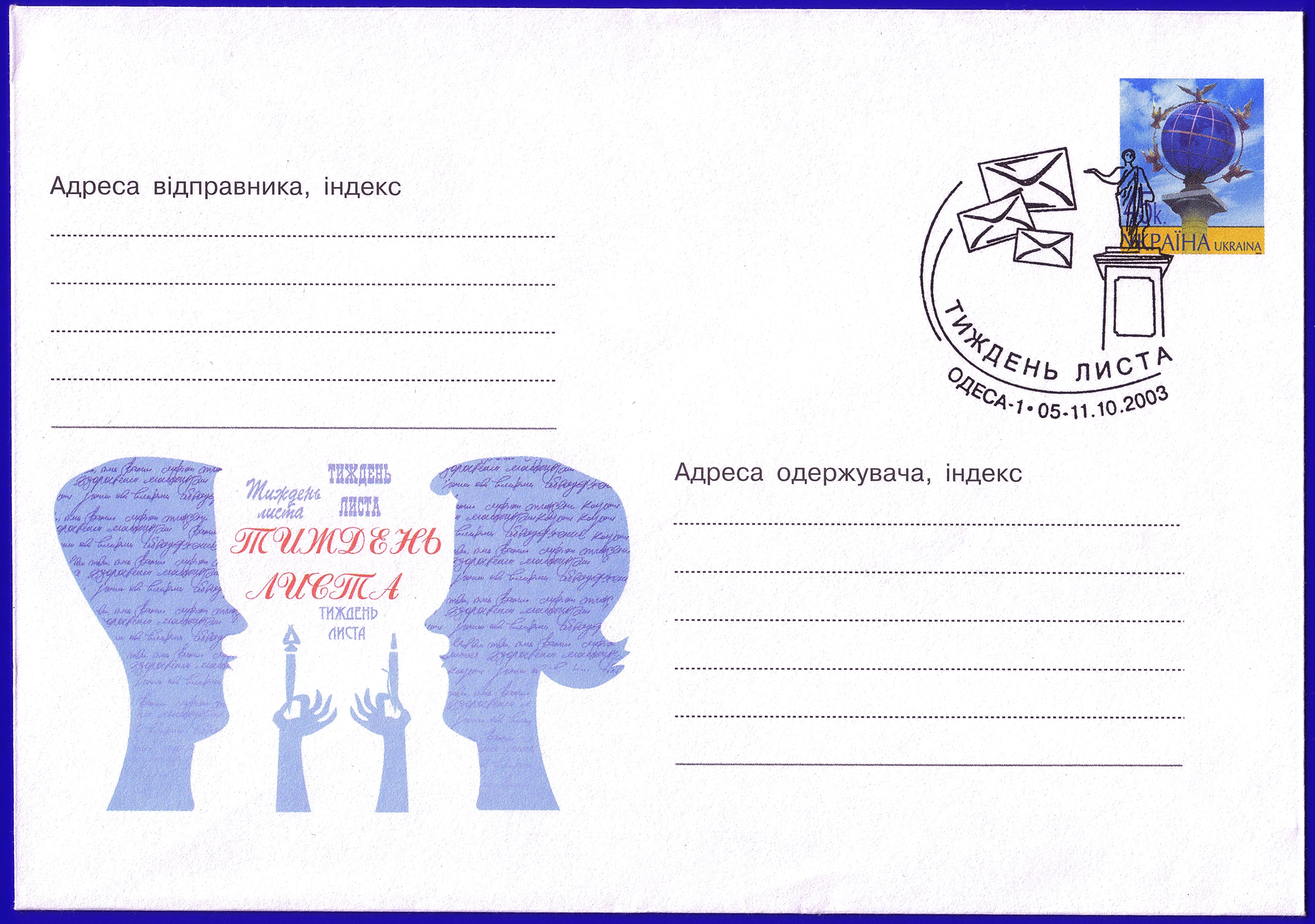
Художественный маркированный конверт с оригинальной маркой и спецгашением Украины (Одесса, 2003)
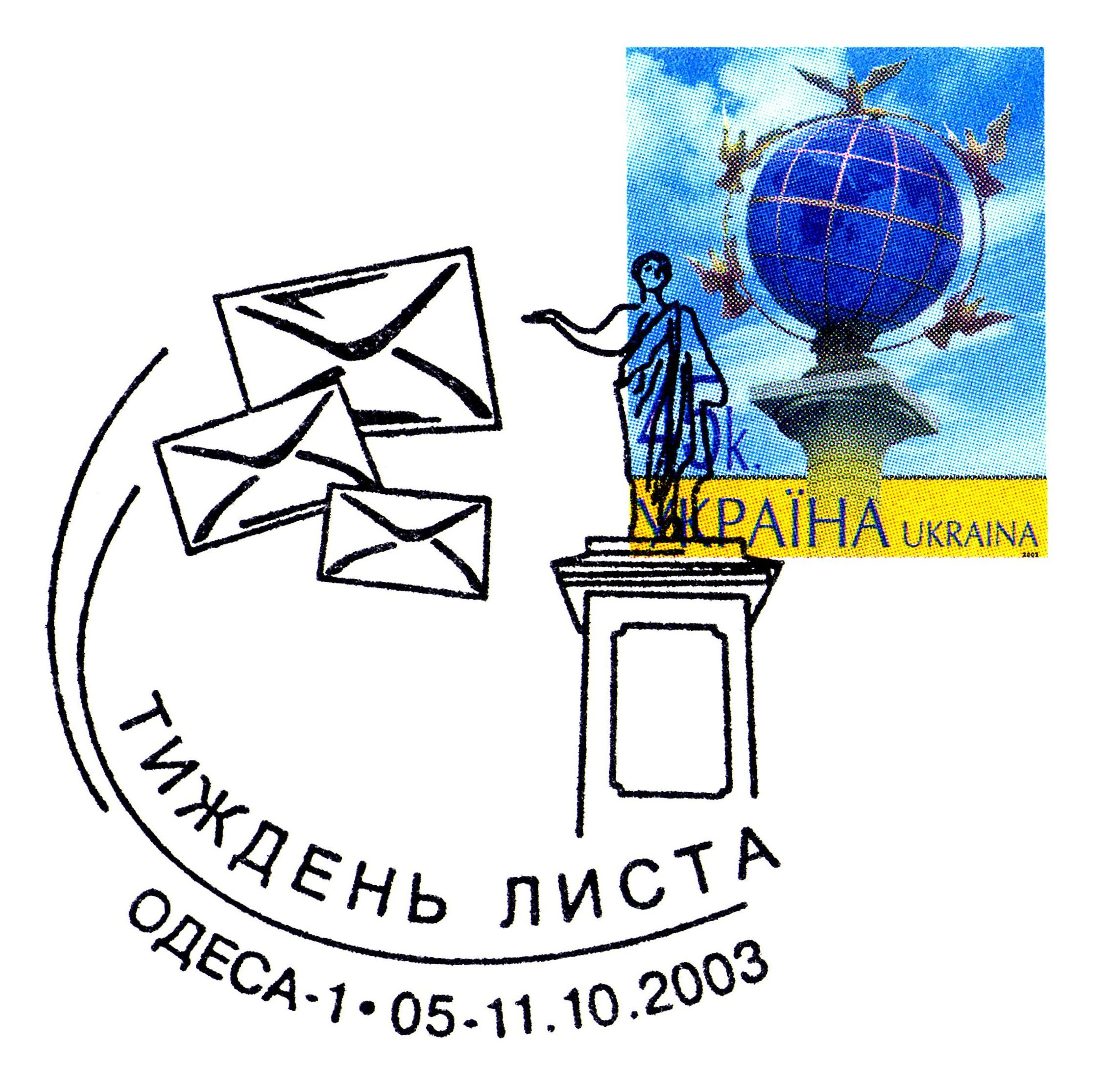
То же — фрагмент. На спецгашении одесский памятник Дюку (Одесса, 2003)
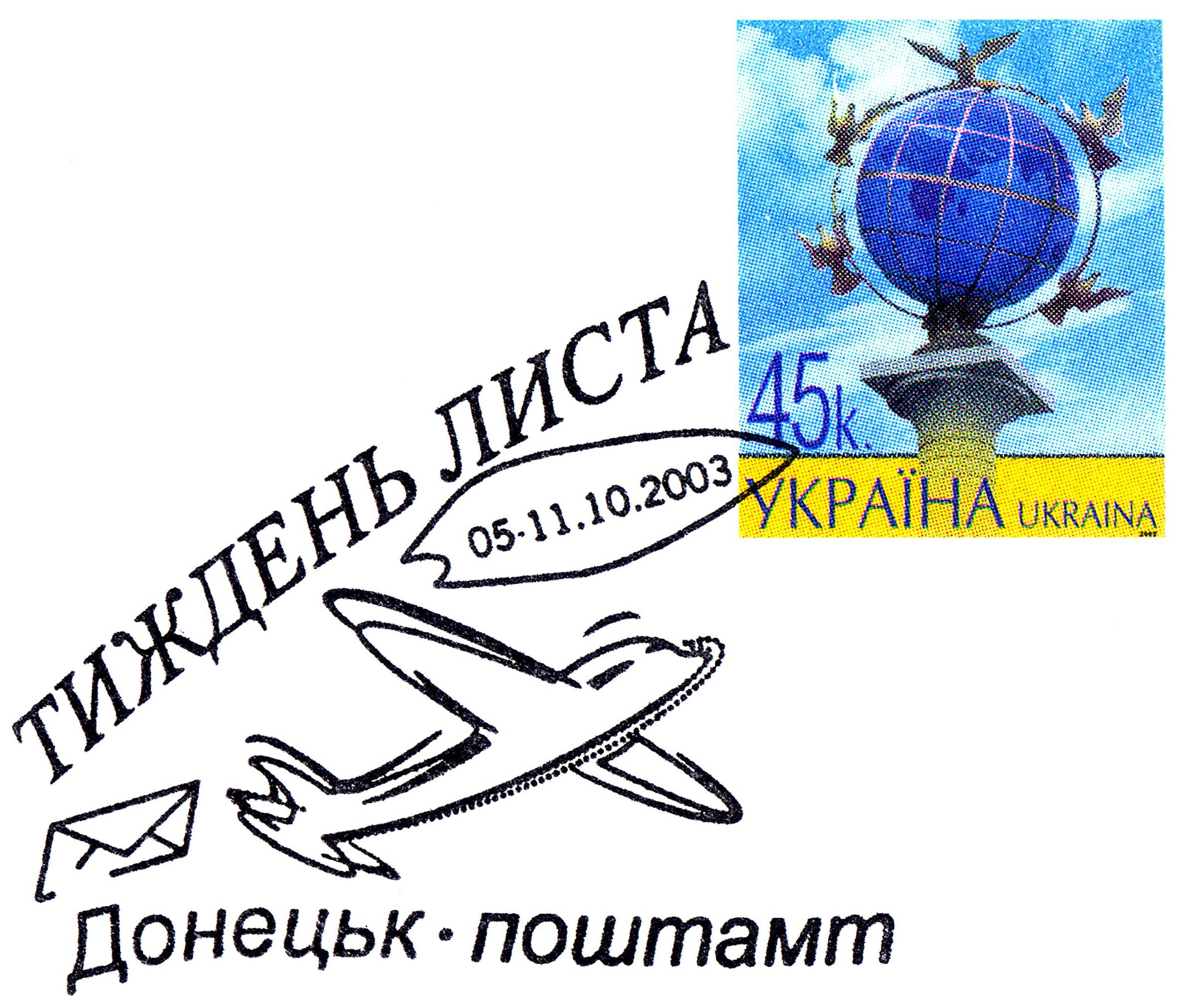
То же — спецгашение в Донецке (2003)
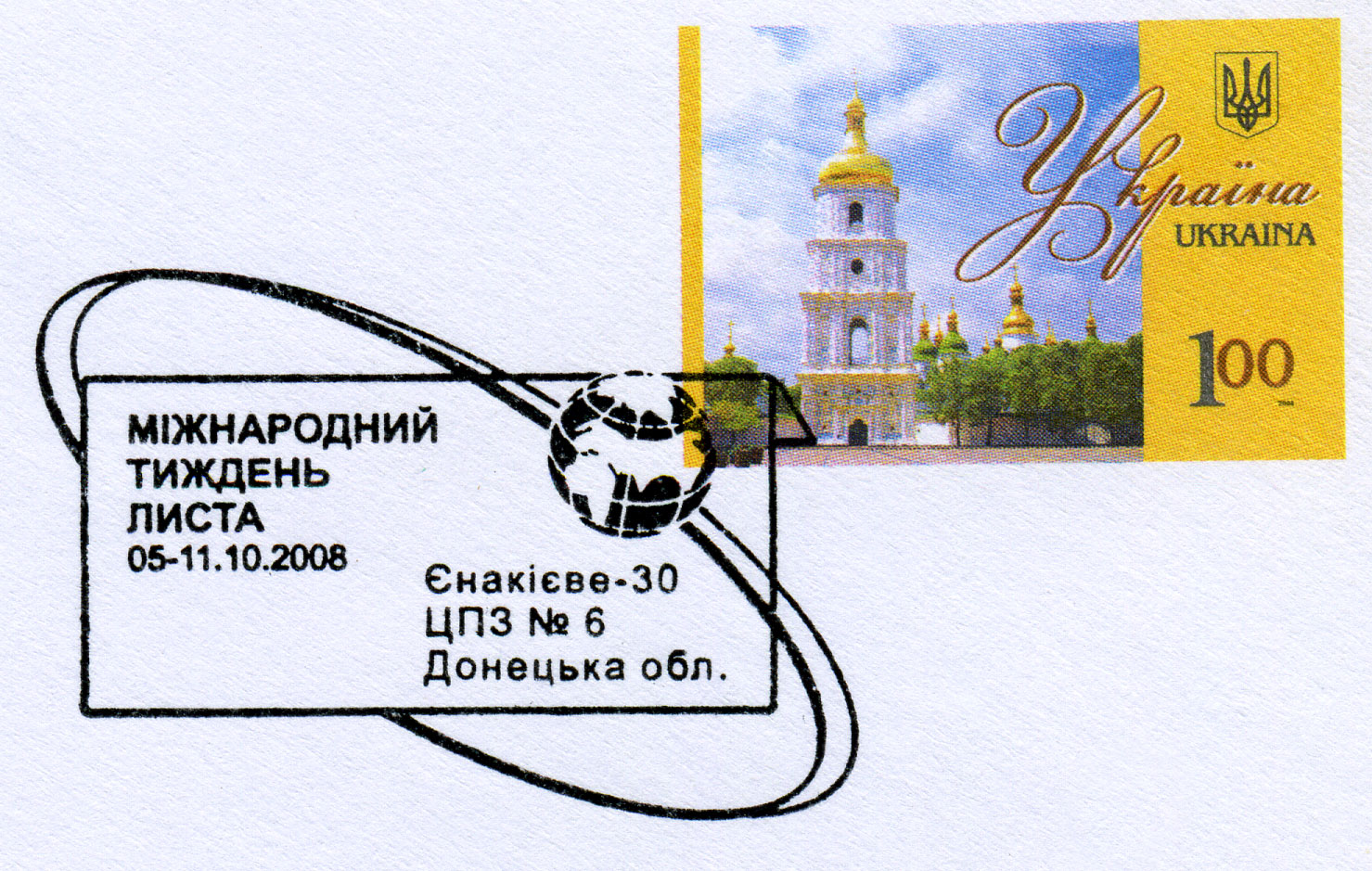
То же — спецгашение в Енакиево (2008)
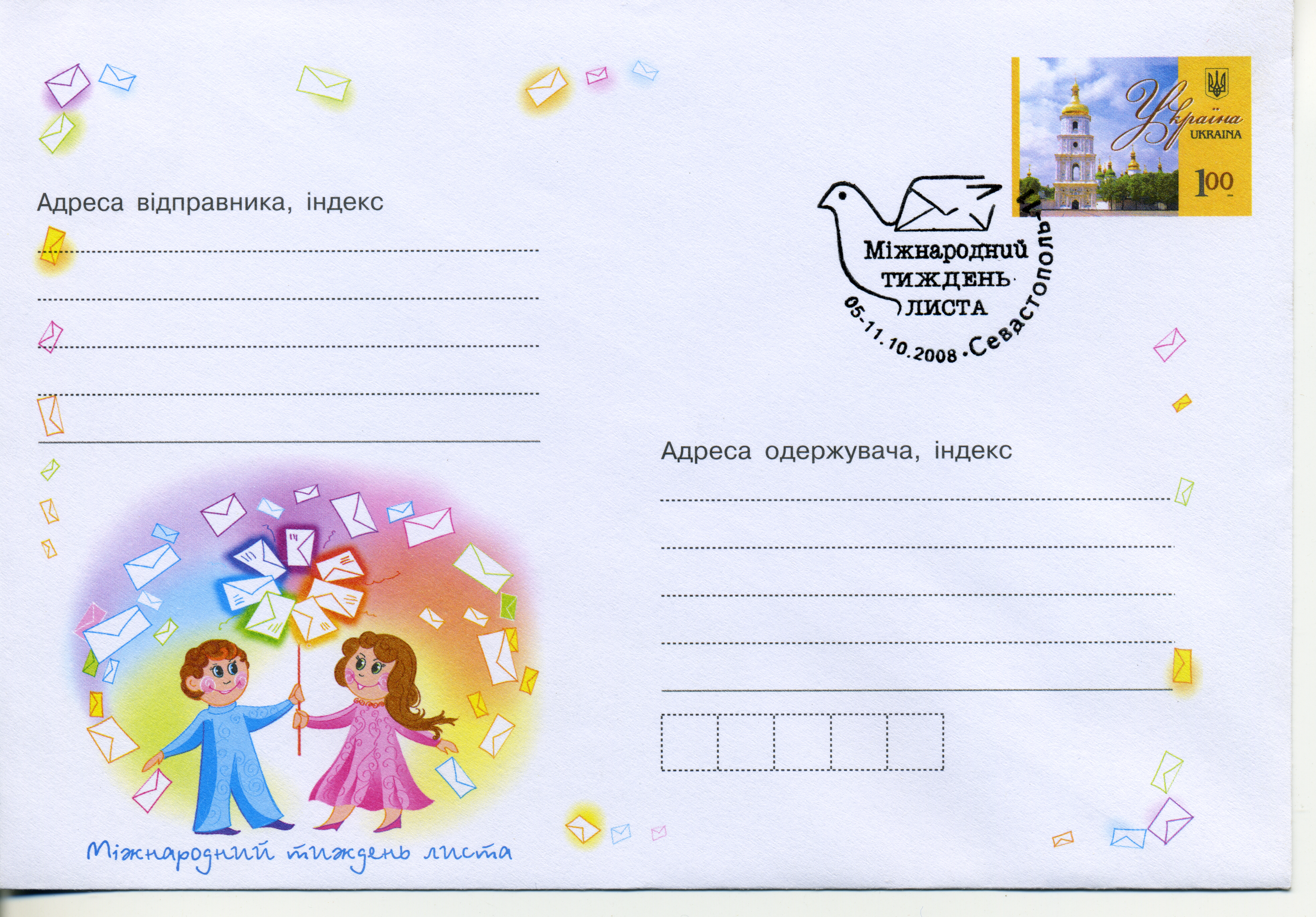
Художественный маркированный конверт с оригинальной маркой и спецгашением Украины (Севастополь, 2008)
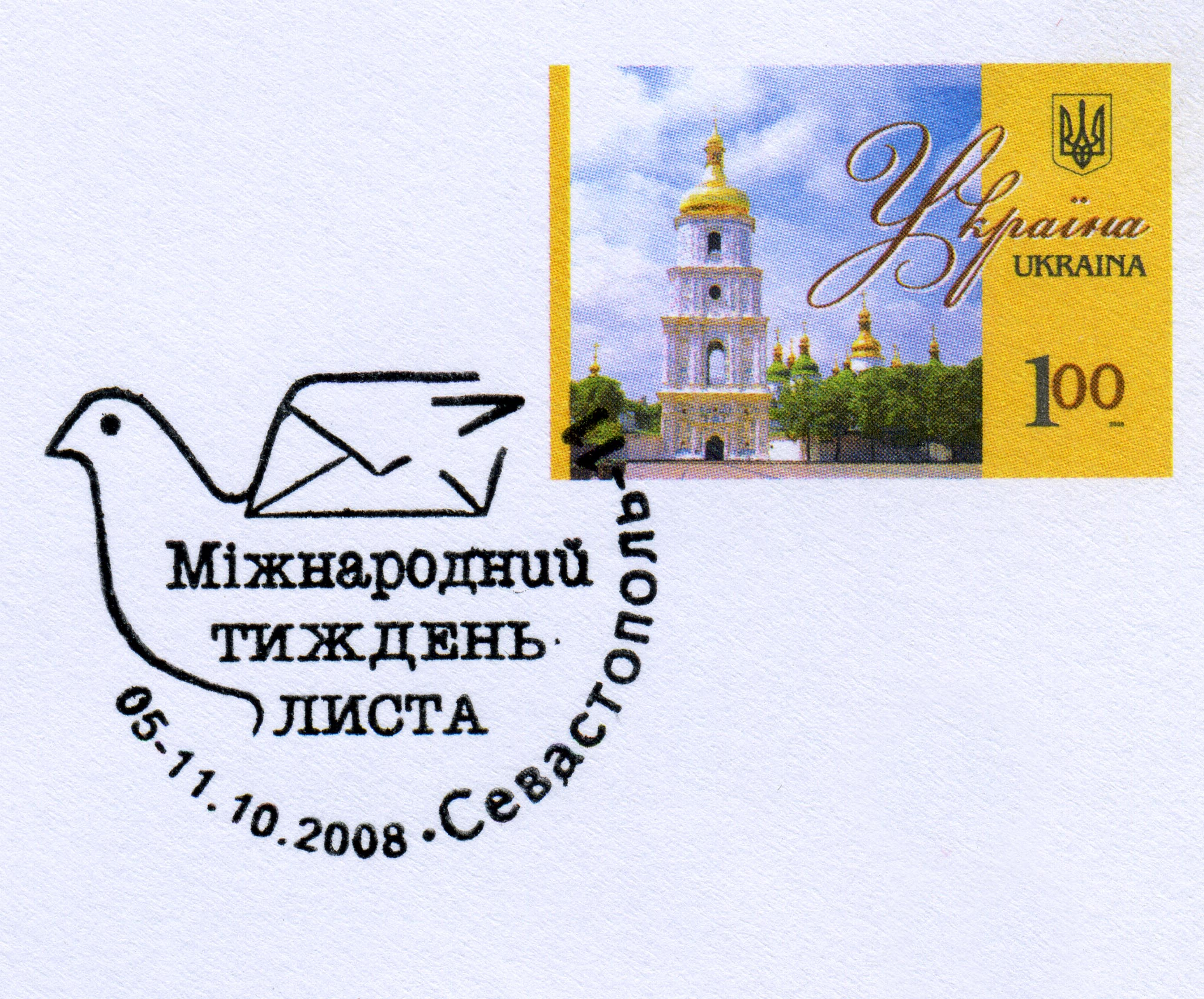
То же — фрагмент. На спецгашении почтовый голубь (Севастополь, 2008)

## Выпуски некоторых стран

### Выпуски Японии
Японская почтовая служба приступила к регулярному выпуску марок «Международная неделя письма» в 1958 году и с тех пор является, наверно, наиболее продуктивным эмитентом в честь этого события, ежегодно отмечая его одной и более почтовыми миниатюрами.
Кроме того, с 1978 года в этой стране стали также праздновать национальный День письма (Letter Writing Day), а марки по этому случаю стали выходить начиная с 1979 года. Выпуск последних обычно приурочен к 23 июля, печатаются они неизменно каждый год и, как правило, бо́льшими сериями по сравнению с «Международной неделей письма», включая почтовые блоки, малые листы и другие марочные вариации.
Ниже дан перечень японских выпусков, посвящённых Международной неделе письма (МНП) и/или Дню письма (ДП), по годам и с номерами по каталогу «Михель» и/или «Скотт» (по состоянию на 2005 год; блоки обозначены номерами с латинскими строчными буквами «a» или «l»):
- 1958 — МНП. Киото. Гравюра Утагавы Хиросигэ (Mi #688; Sc #656)
- 1959 — МНП. Кувана. Гравюра У. Хиросигэ (Mi #711; Sc #679)
- 1960 — МНП. Камбара. Гравюра У. Хиросигэ (Mi #735; Sc #704)
- 1961 — МНП. Хаконе. Гравюра У. Хиросигэ (Mi #776; Sc #735)
- 1962 — МНП. Нихомбаси. Гравюра У. Хиросигэ (Mi #806; Sc #769)
- 1963 — МНП. Канагава. Гравюра Кацусики Хокусай из серии «36 видов Фудзи» (Mi #842; Sc #800)[2]
- 1964 — МНП. Ходогай. Гравюра К. Хокусай из серии «36 видов Фудзи» (Mi #876; Sc #828)[3]
- 1965 — МНП. Мисака. Гравюра К. Хокусай из серии «36 видов Фудзи» (Mi #898; Sc #850)[4]
- 1966 — МНП. Сэкия. Гравюра К. Хокусай из серии «36 видов Фудзи» (Mi #950; Sc #896)[5]
- 1967 — МНП. Кадзикадзава. Гравюра К. Хокусай из серии «36 видов Фудзи» (Mi #974; Sc #932)[6]
- 1968 — МНП. Фудзимигахара. Гравюра К. Хокусай из серии «36 видов Фудзи» (Mi #1017; Sc #971)[7]
- 1969 — МНП. Мисимагоэ. Гравюра К. Хокусай из серии «36 видов Фудзи» (Mi #1063; Sc #1016)[8]
- 1970 — МНП. Главпочтамт в Токио. Гравюра Утагавы Хиросигэ III[англ.] (Mi #1090; Sc #1043)[9]
- 1971 — МНП. Гужевой трамвай в Токио. Картина Ёсимуры (Mi #1121; Sc #1092)[10]
- 1972 — МНП (Sc #1126)
- 1973 — МНП (Sc #1149)
- 1974 — МНП (Mi #1226; Sc #1183)
- 1975 — МНП (Sc #1232)
- 1976 — МНП (Sc #1264)
- 1977 — МНП (Mi #1338; Sc #1314)
- 1978 — МНП (Mi #1368; Sc #1347)
- 1979 — ДП, МНП (Mi #1405; Sc #1371, 1383)
- 1980 — ДП, МНП (Mi #1444; Sc #1410, 1411, 1418)
- 1981 — ДП, МНП (Mi #1487; Sc #1459, 1460, 1480)
- 1982 — ДП, МНП (Mi #1531; Sc #1495, 1496, 1511)
- 1983 — ДП, МНП (Sc #1531, 1532, 1548)
- 1984 — ДП, МНП (Mi #1602; Sc #1566, 1567, 1586)
- 1985 — ДП, МНП (Sc #1654, 1655, 1662)
- 1986 — ДП, МНП (Sc #1677, 1678, 1703)
- 1987 — ДП, МНП (Mi #1755; Sc #1751, 1752, 1755, 1756)
- 1988 — ДП, МНП (Sc #1796—1799, 1808, 1809)
- 1989 — ДП, МНП (Mi #1886; Sc #1834, 1835, 1994, 1995)
- 1990 — ДП, МНП (Sc #2058, 2059, 2066, 2067)
- 1991 — ДП, МНП (Mi #2071; Sc #2116, 2117, 2121, 2122)
- 1992 — ДП, МНП (Sc #2136, 2137, 2142, 2143)
- 1993 — ДП, МНП (Sc #2204, 2205, 2213, 2214)
- 1994 — ДП, МНП (Sc #2244, 2245, 2429—2431)
- 1995 — ДП, МНП (Sc #2473, 2474, 2498—2500)
- 1996 — ДП, МНП (Mi #2423, 2424, 2419S; Sc #2532, 2533, 2533a, 2541—2546)
- 1997 — ДП, МНП (Sc #2572—2575, 2574а, 2580—2585)
- 1998 — ДП, МНП (Sc #2624—2628, 2628а, 2632—2637)
- 1999 — ДП, МНП (Sc #2682—2686, 2709—2714)
- 2000 — ДП, МНП (Sc #2737—2742, 2742l, 2744—2746)
- 2001 — ДП, МНП (Sc #2779—2783, 2783l, 2791—2793)
- 2002 — ДП, МНП (Sc #2824—2828, 2828l, 2835—2837)
- 2003 — ДП, МНП (Sc #2860—2864, 2864l, 2865—2867)
- 2004 — ДП, МНП (Sc #2890—2894, 2894l, 2904—2906)
- 2005 — ДП, МНП (Sc #2929—2933, 2933l, 2938—2940)

Первые марки Японии по случаю Недели письма (1958—1962). Гравюры художника Утагавы Хиросигэ из серии «53 станции Токайдо»
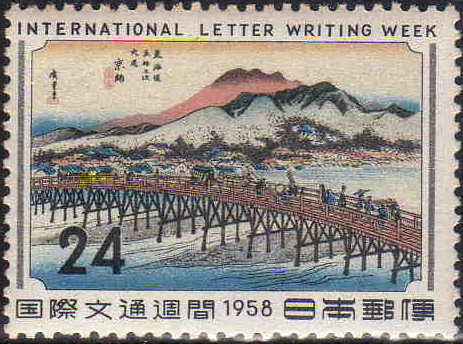
Киото, 1958
 (Mi #688; Sc #656)
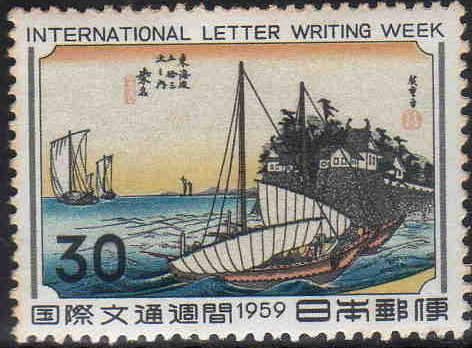
Кувана, 1959
 (Mi #711; Sc #679)
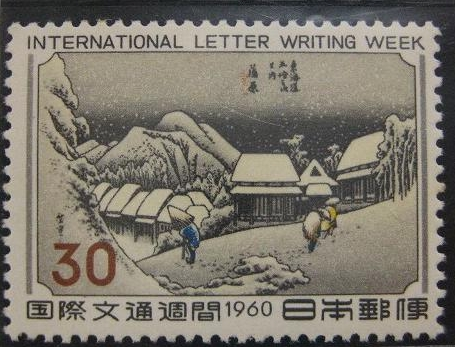
Камбара, 1960 (Mi #735; Sc #704)
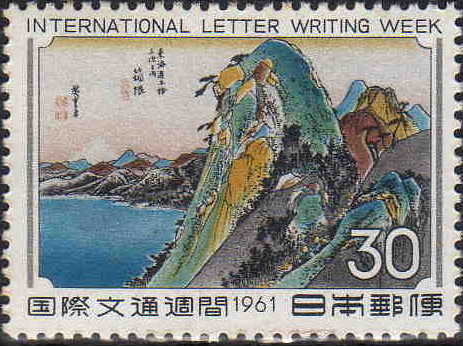
Хаконе, 1961 (Mi #776; Sc #735)
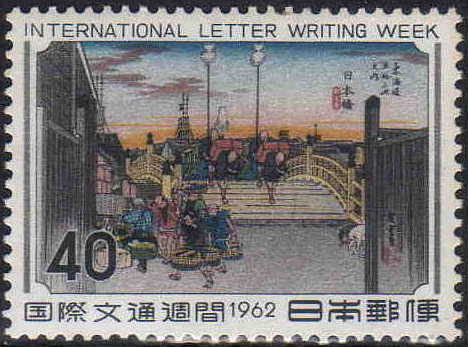
Нихомбаси, 1962
 (Mi #806; Sc #769)

### Неделя письма в СССР
В СССР Неделя письма отмечалась ежегодно с 1957 года. Ей посвящён ряд выпусков советских почтовых марок и цельных вещей (художественных маркированных конвертов). В ознаменование этого мероприятия в течение всей недели в Москве, Ленинграде, столицах союзных республик и многих десятках городов проводилось гашение почтовых отправлений с помощью свыше 400 специальных почтовых штемпелей. Штемпели применялись многократно на протяжении нескольких лет.

Конверты СССР
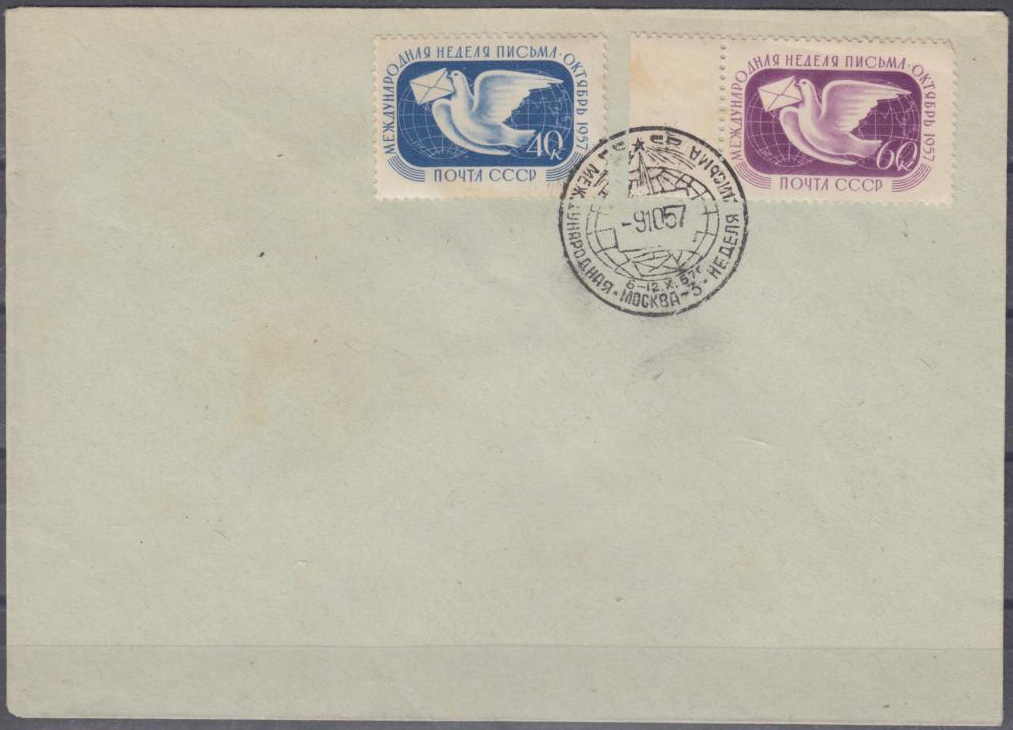
Специальное гашение «Неделя письма» на почтовом конверте, 1957 год
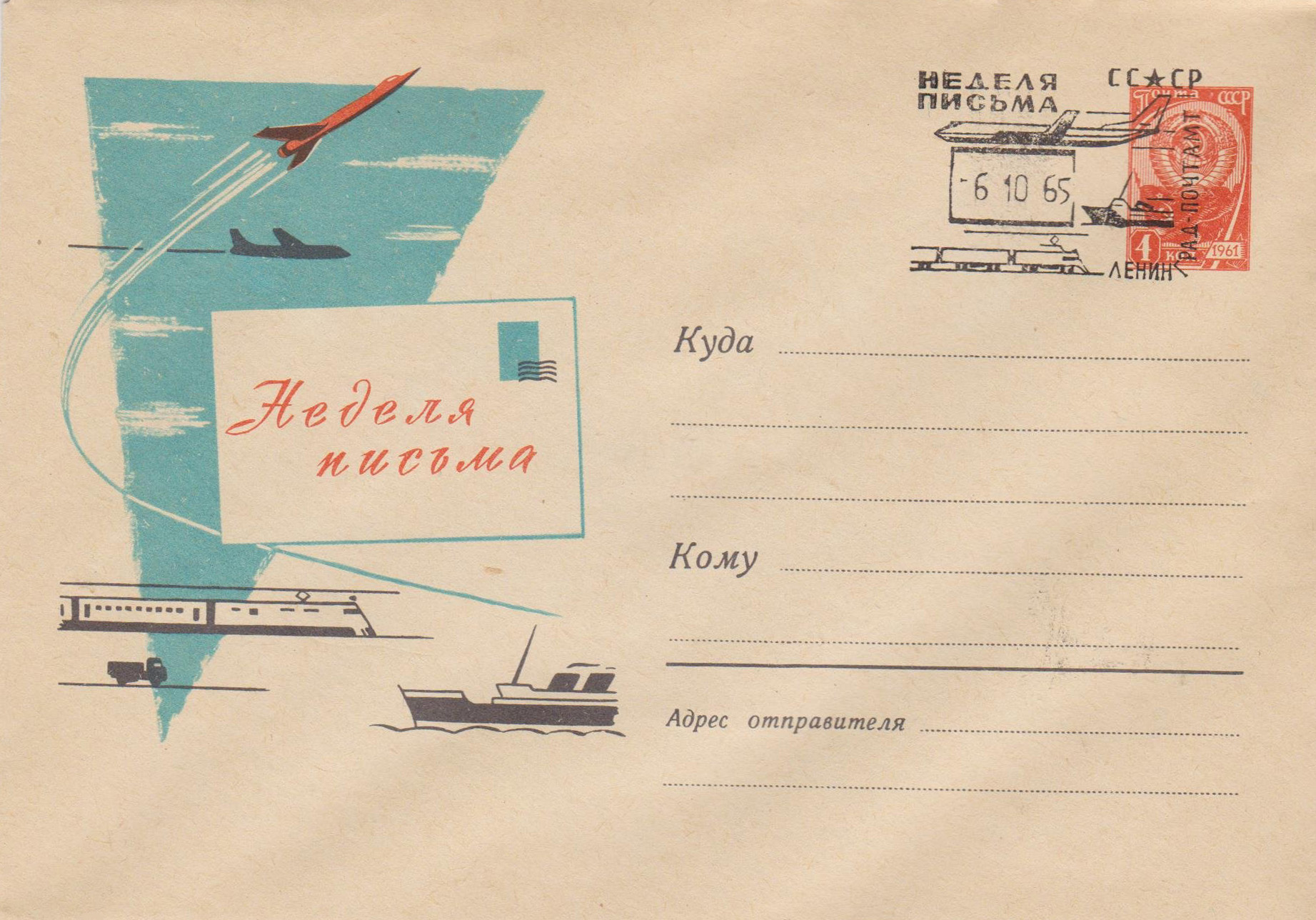
Специальное гашение «Неделя письма» на почтовом конверте, 1965 год
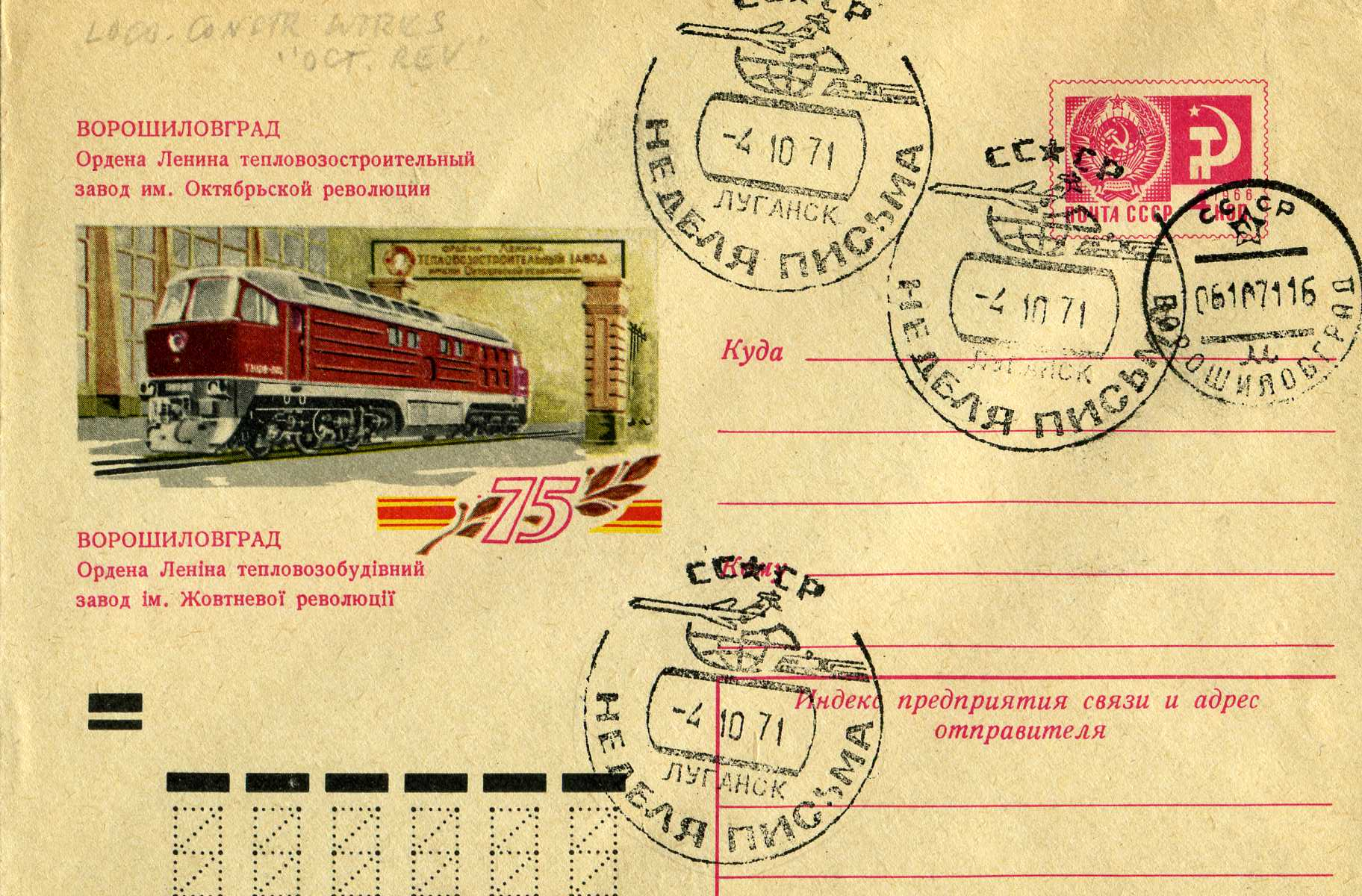
Специальное гашение «Неделя письма» от 4 октября 1971 года на художественном маркированном конверте «Ворошиловград. Ордена Ленина тепловозостроительный завод им. Октябрьской революции. 75 лет». На спецгашении указано прежнее название города (Луганск), на календарном штемпеле — его последующее название (Ворошиловград)

Ниже в хронологическом порядке приведены изображения всех 16 почтовых марок СССР, выпущенных по случаю этого события и запечатливших письма и средства их доставки. Под каждым изображением указаны год выпуска, художник и каталожный номер марки.

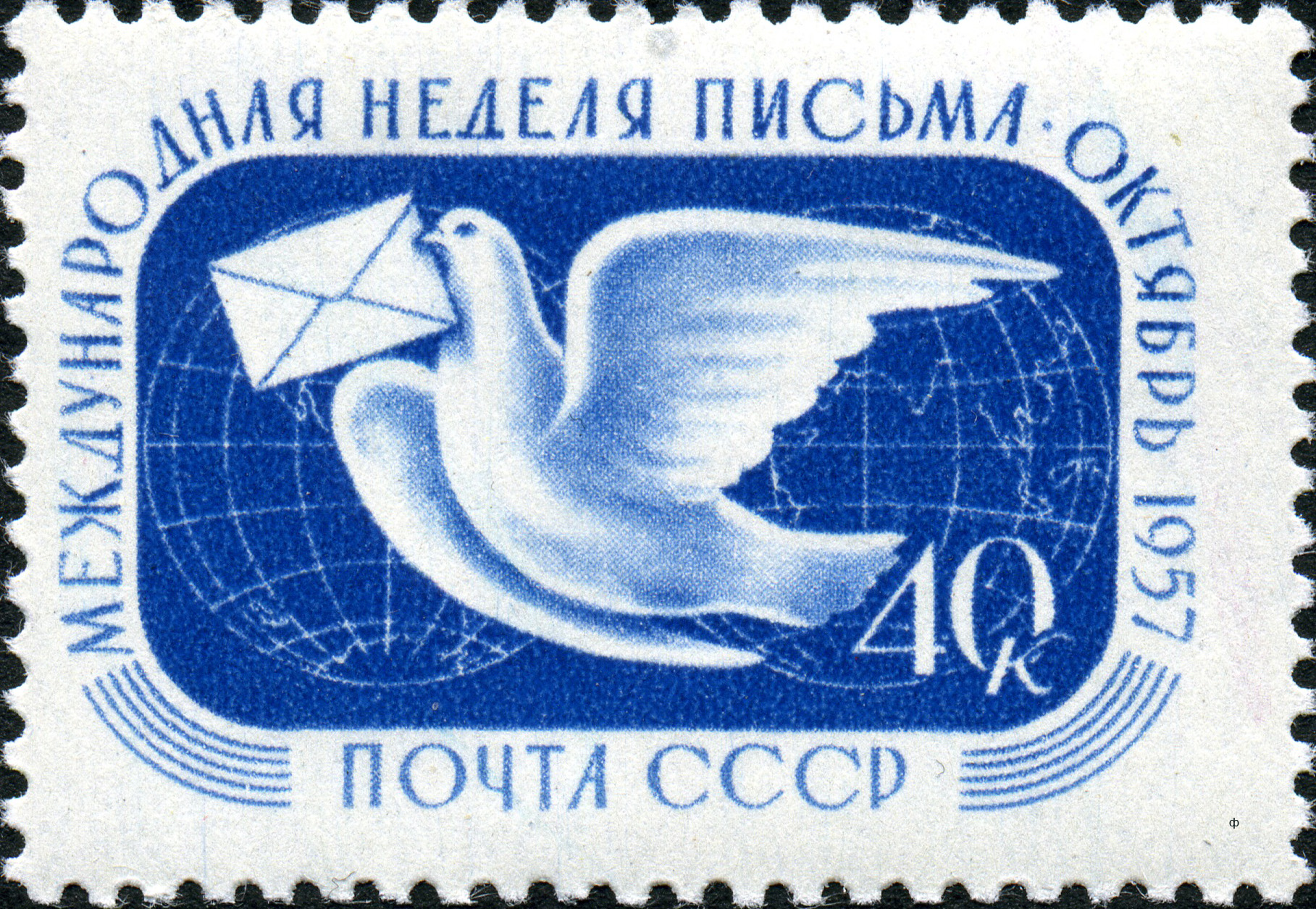
1957, В. Пименов
 (ЦФА [АО «Марка»] № 2059)
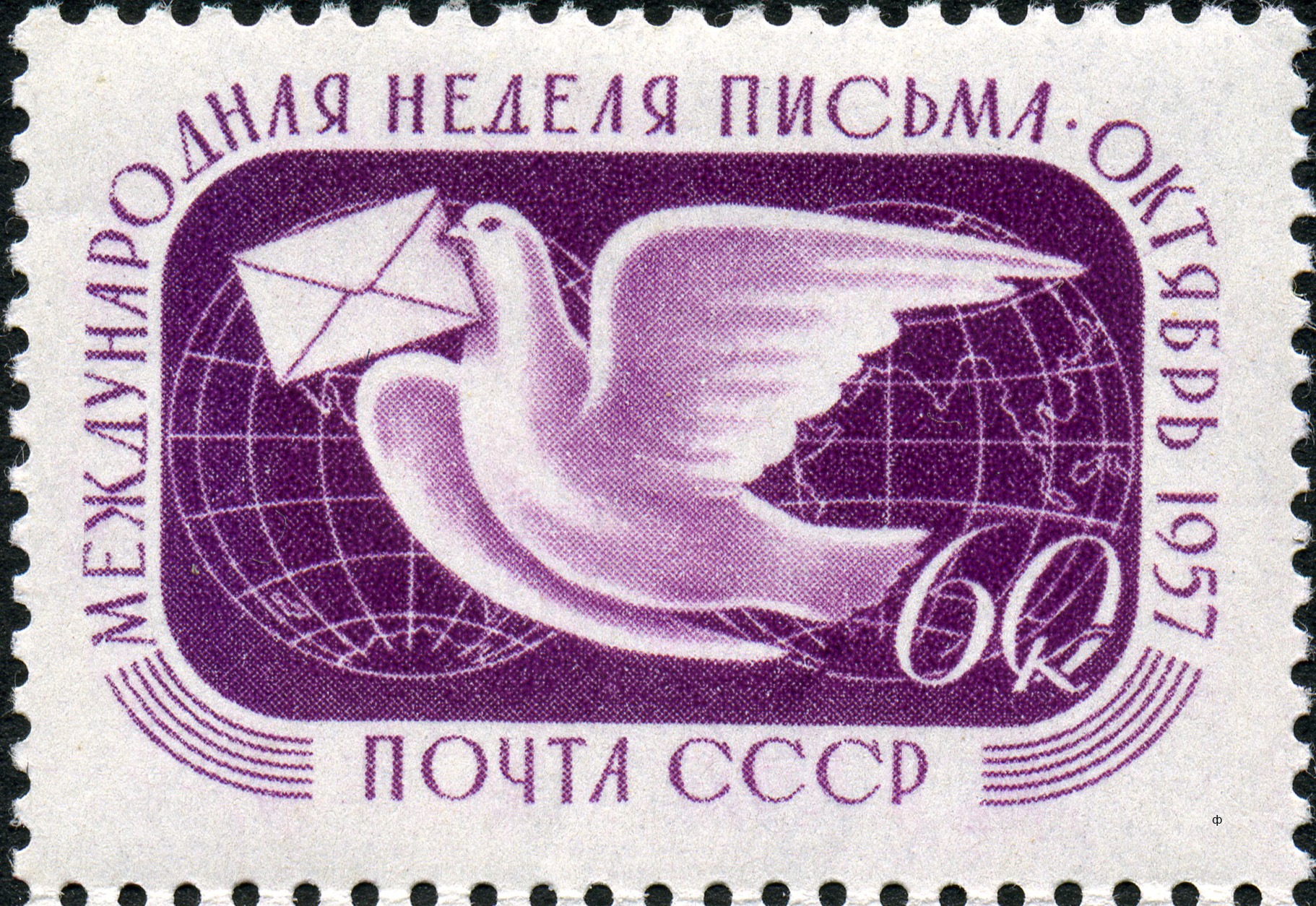
1957, В. Пименов
 (ЦФА [АО «Марка»] № 2060)
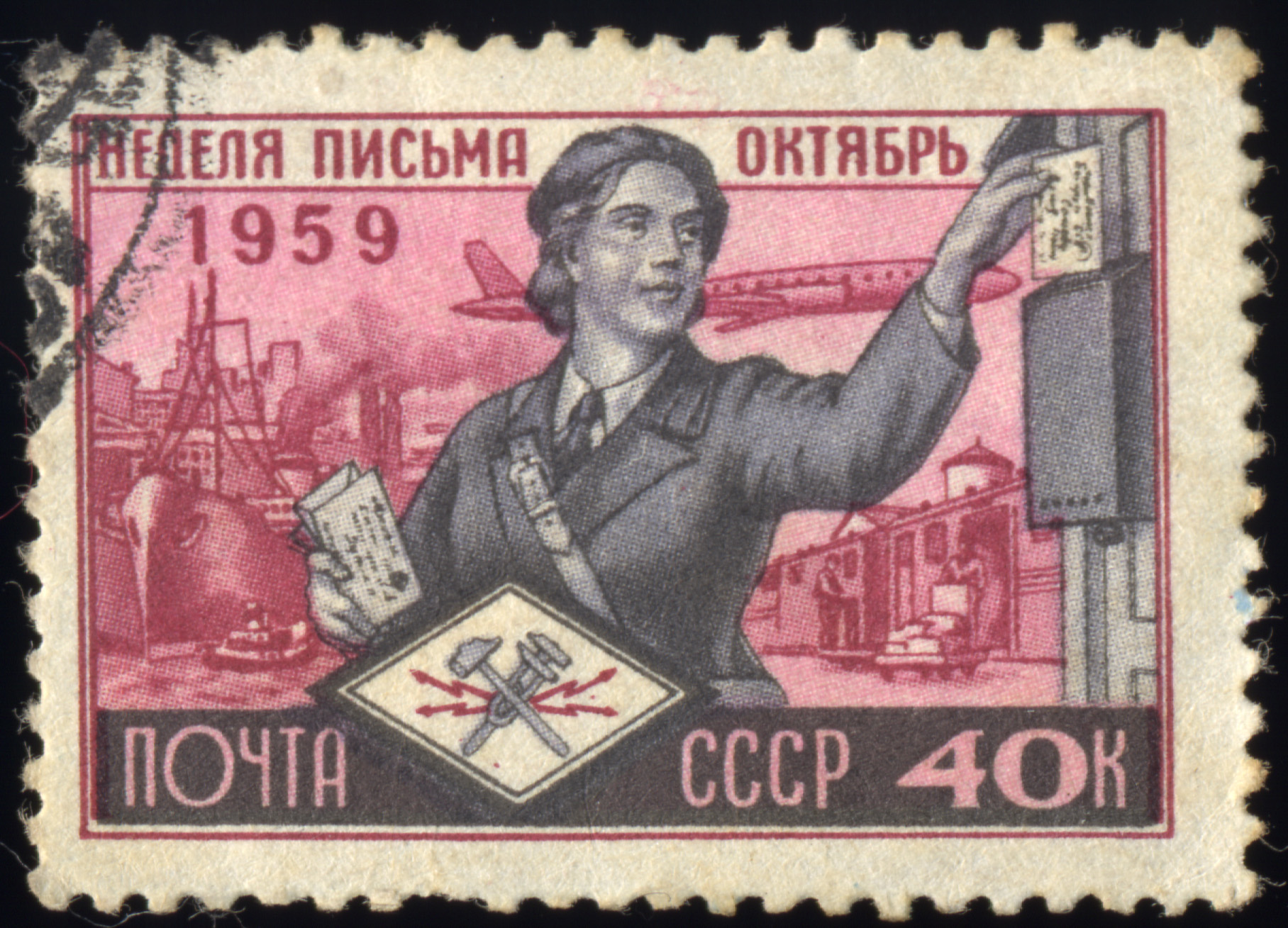
1959, В. Завьялов (ЦФА [АО «Марка»] № 2362)
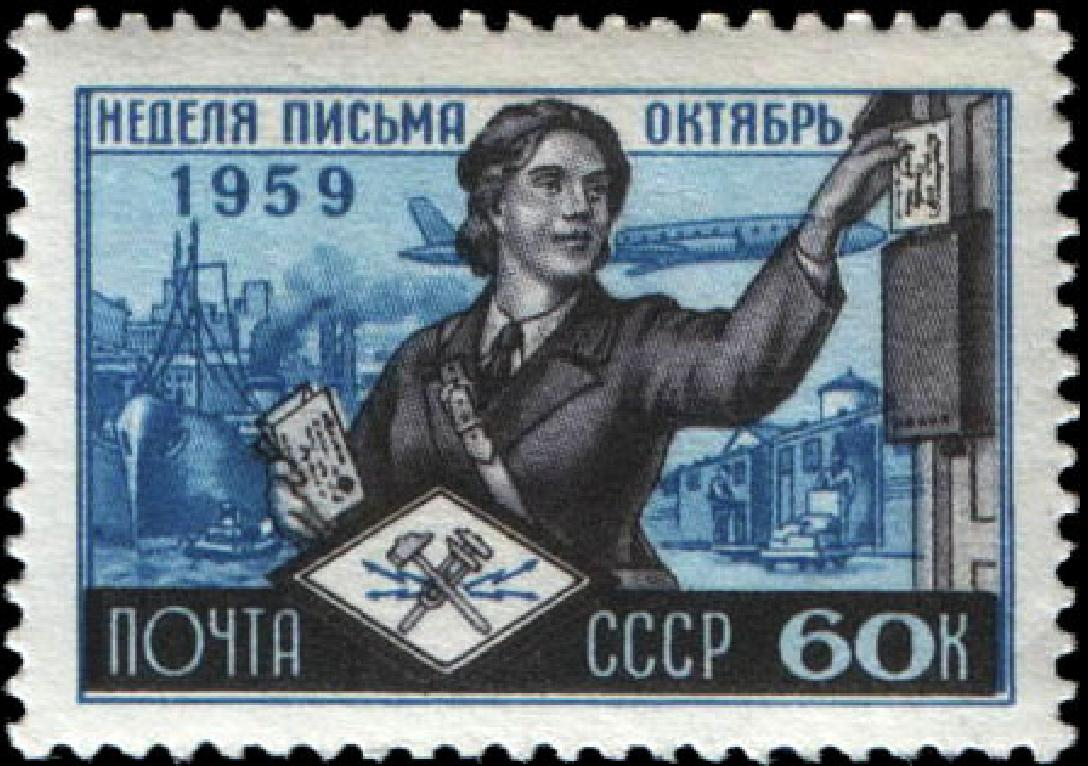
1959, В. Завьялов
 (ЦФА [АО «Марка»] № 2363)
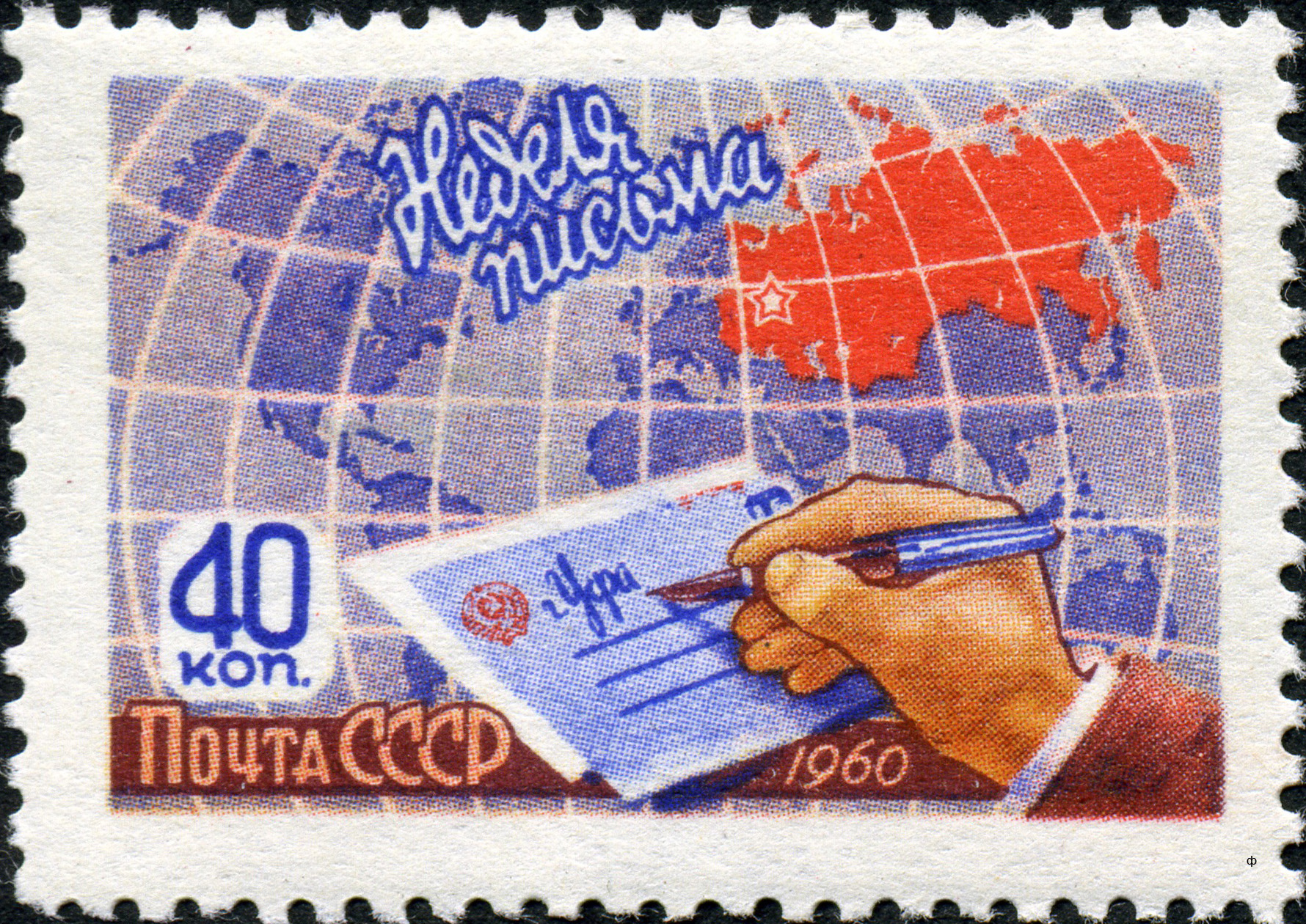
1960, С. Поманский
 (ЦФА [АО «Марка»] № 2470)
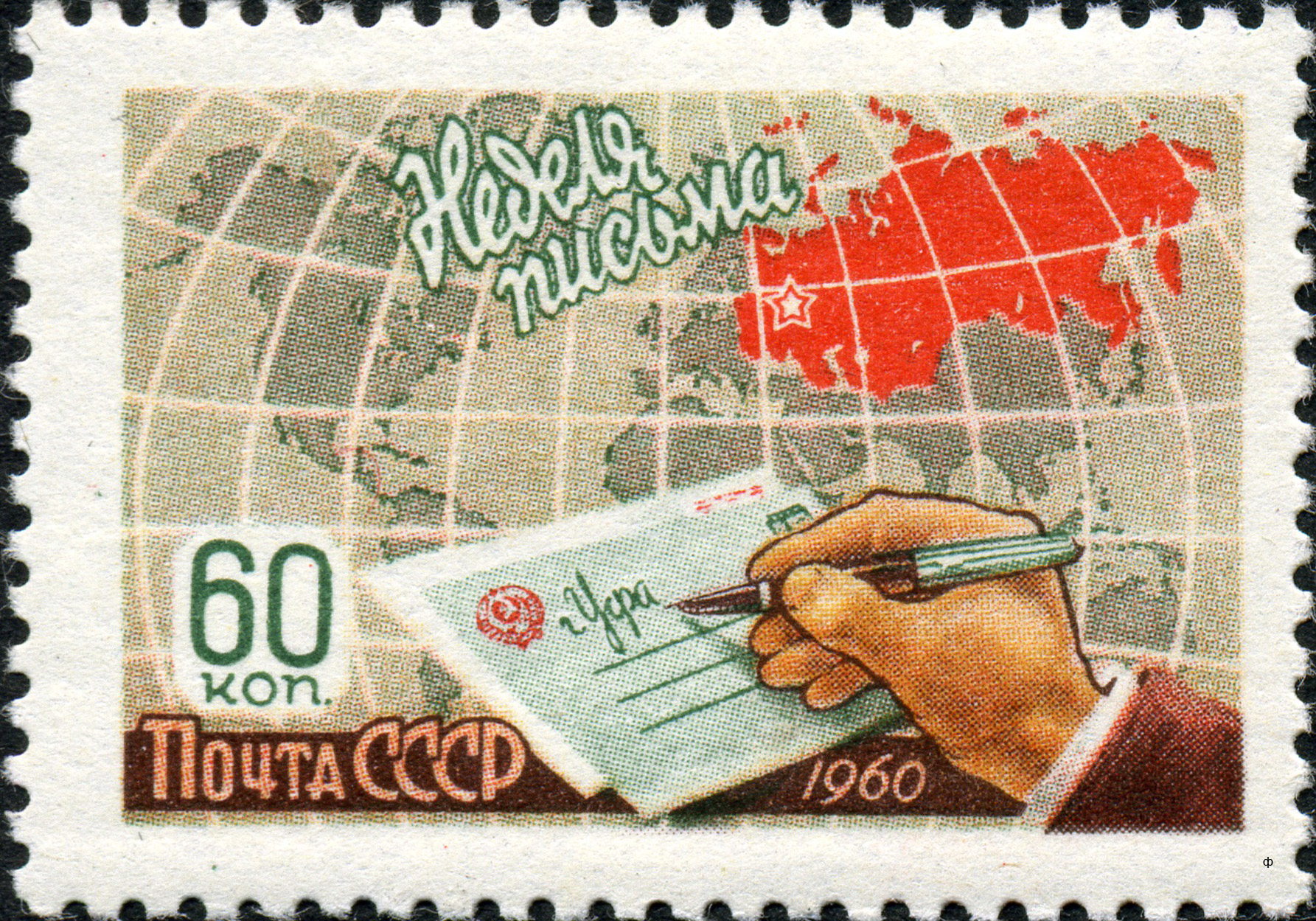
1960, С. Поманский
 (ЦФА [АО «Марка»] № 2471)
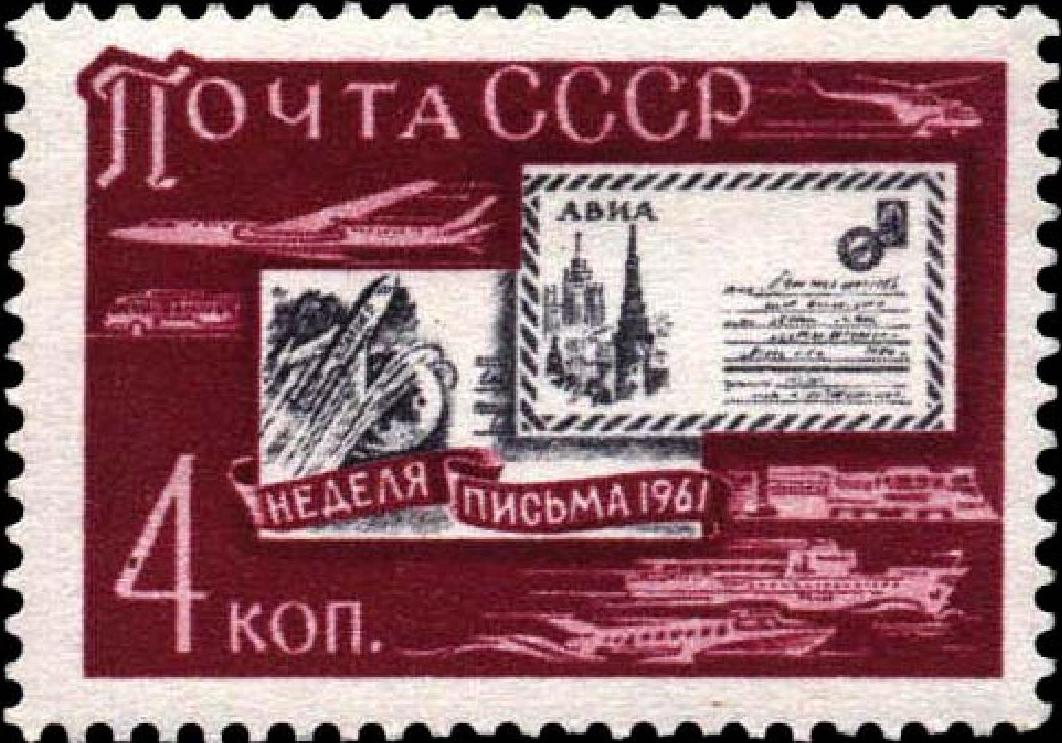
1961, Н. Круглов
 (ЦФА [АО «Марка»] № 2618)
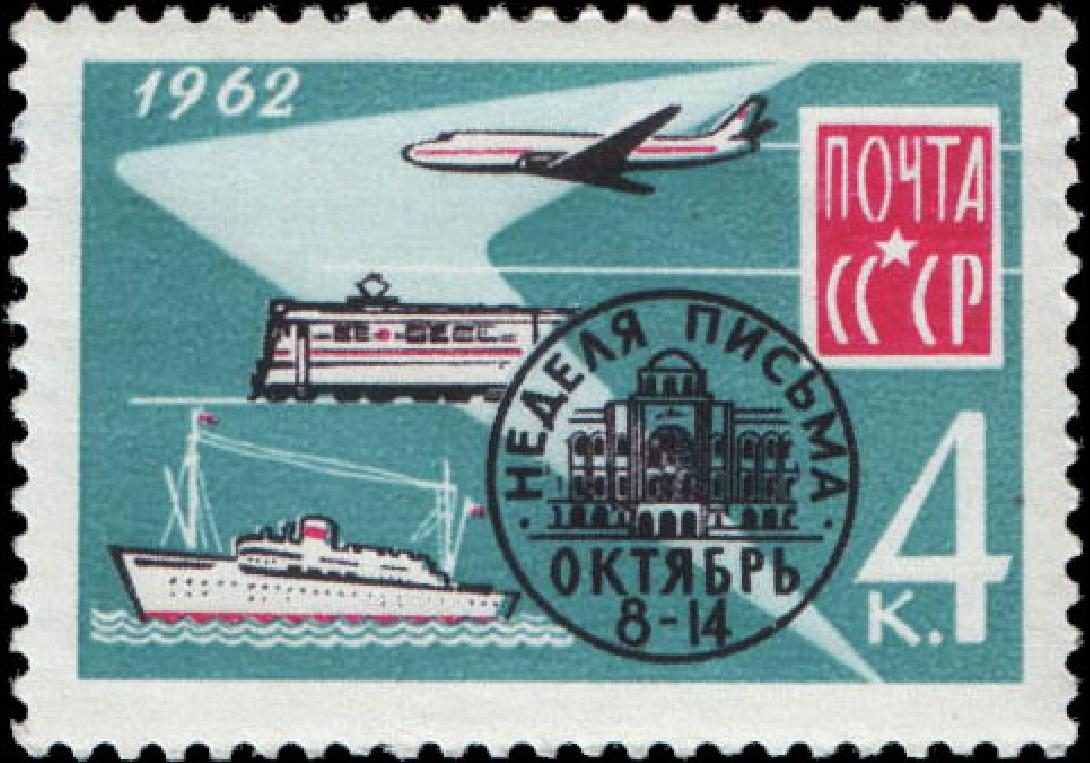
1962, Л. Шаров
 (ЦФА [АО «Марка»] № 2741)
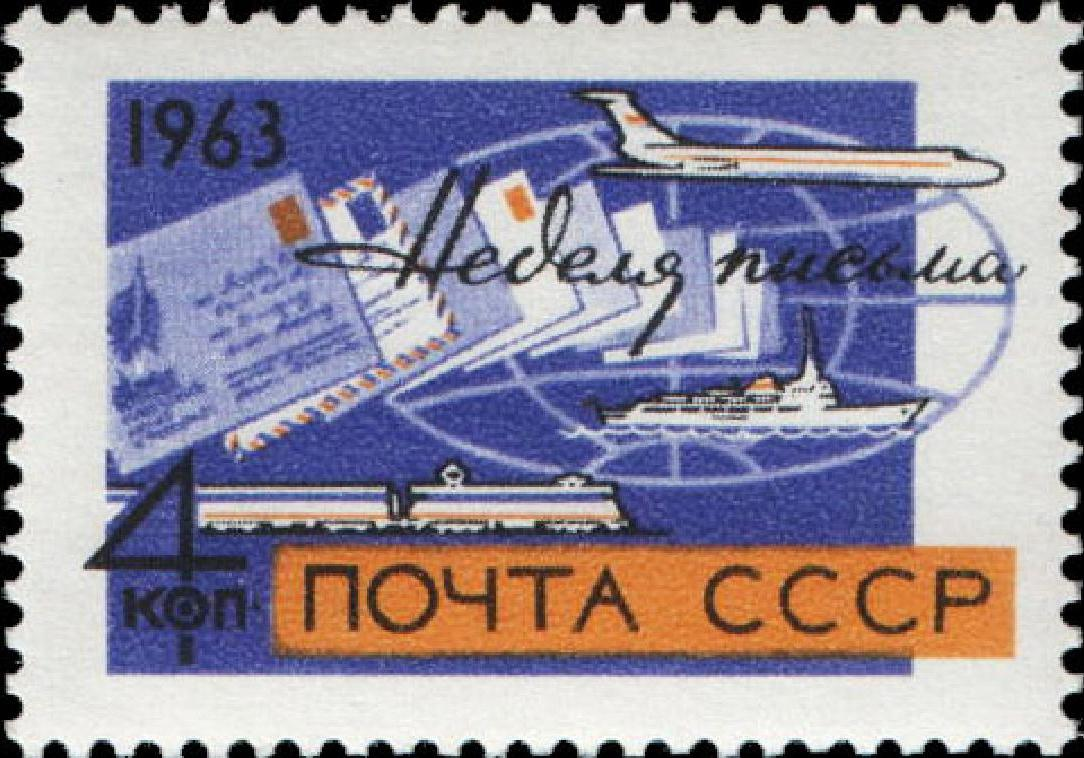
1963, Ю. Ряховский
 (ЦФА [АО «Марка»] № 2923)
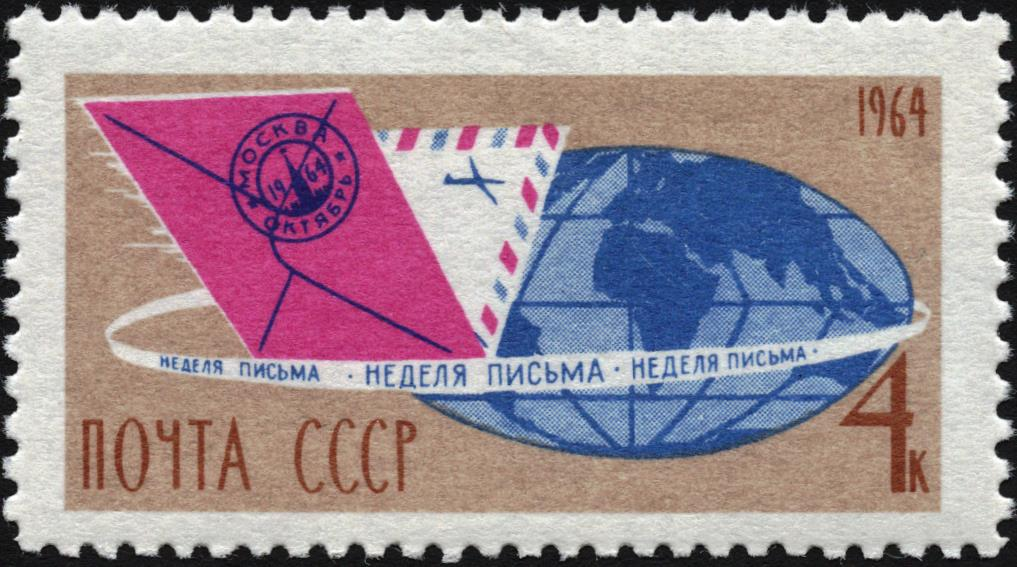
1964, И. Коминарец
 (ЦФА [АО «Марка»] № 3100)
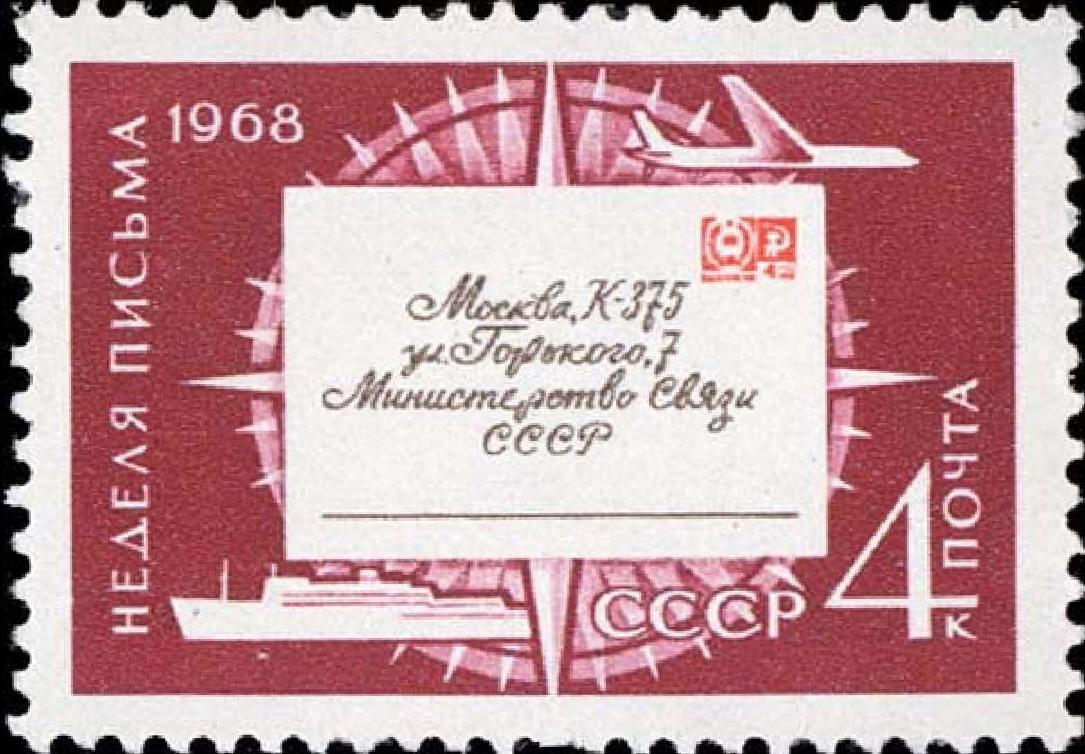
1968, В. Пименов
 (ЦФА [АО «Марка»] № 3663)
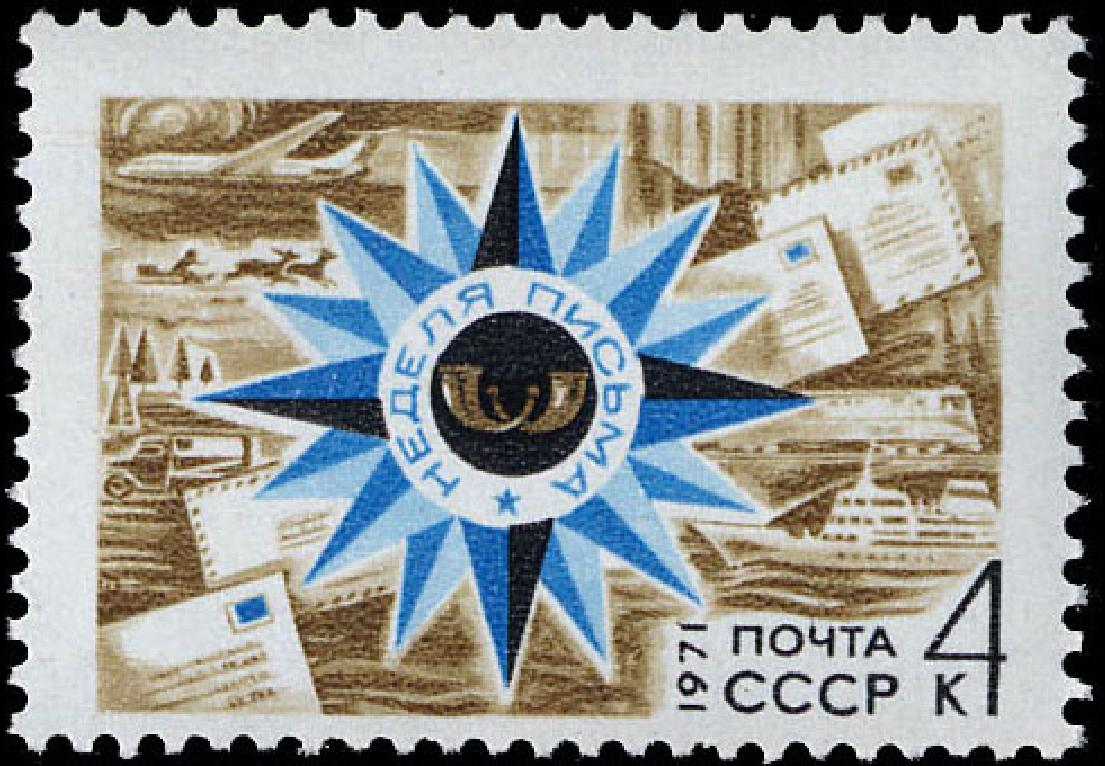
1971, А. Аксамит
 (ЦФА [АО «Марка»] № 4028)
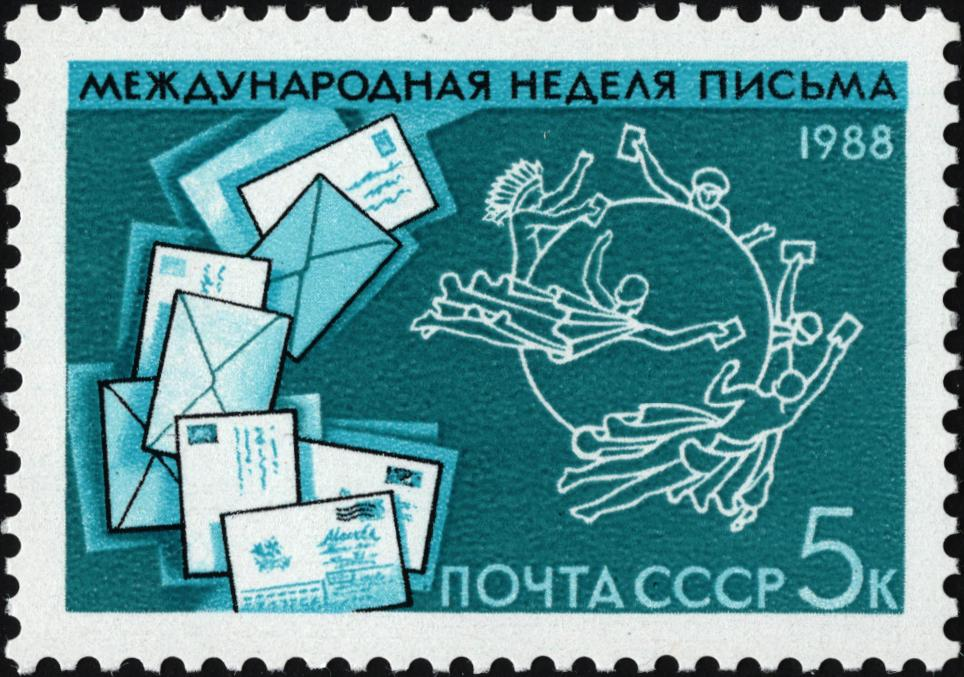
1988, А. Шмидштейн
 (ЦФА [АО «Марка»] № 5983)
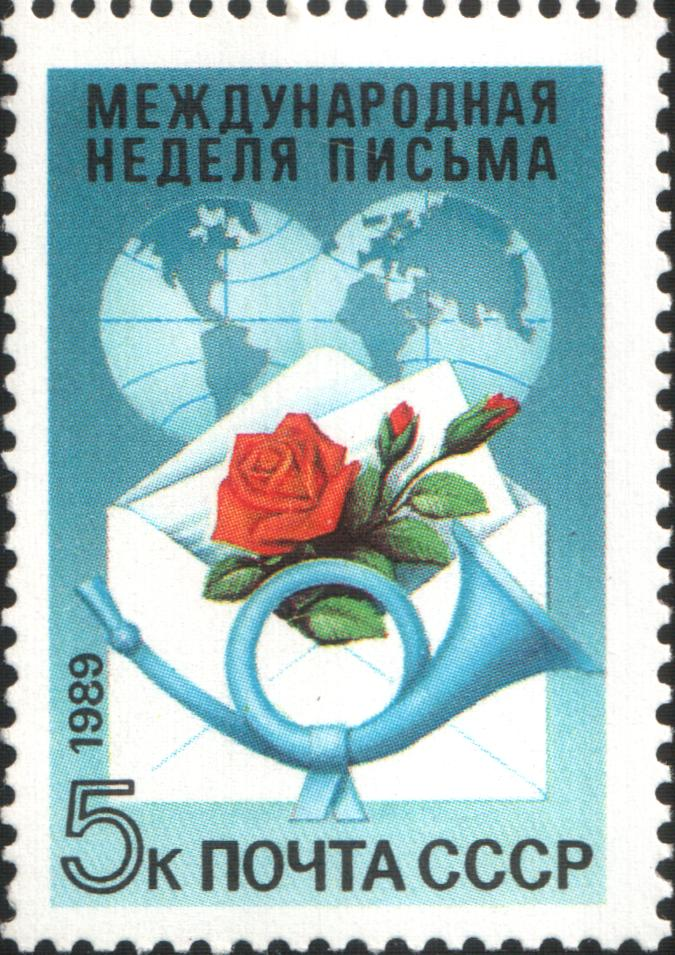
1989, В. Коновалов (ЦФА [АО «Марка»] #6097; Sc #5795)
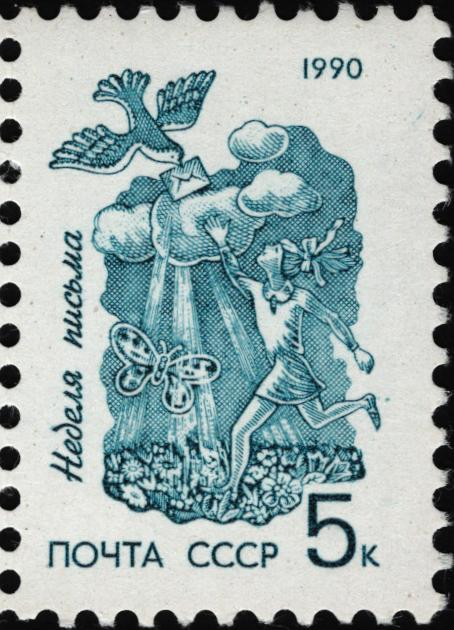
1990, А. Кожевников
 (ЦФА [АО «Марка»] № 6244)
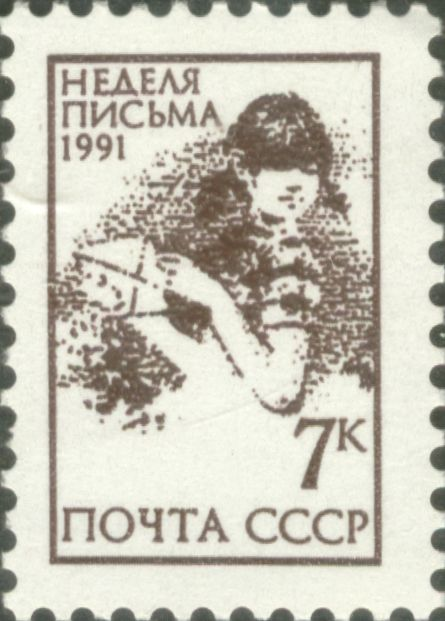
1991, Л. Лыхмус
 (ЦФА [АО «Марка»] № 6347)